# Форада Ис Олјас (Каљари)
Форада Ис Олјас је насеље у Италији у округу Каљари, региону Сардинија.
Према процени из 2011. у насељу је живело 61 становника. Насеље се налази на надморској висини од 60 м.